# Nicolas de Galbois
 (mai 2023).
Si vous disposez d'ouvrages ou d'articles de référence ou si vous connaissez des sites web de qualité traitant du thème abordé ici, merci de compléter l'article en donnant les références utiles à sa vérifiabilité et en les liant à la section « Notes et références ».
Nicolas-Marie-Mathurin, baron de Galbois, est un général français de cavalerie de l'Empire et gouverneur en Algérie né le 17 mai 1778 et mort le 10 décembre 1850 à Alger. Il est issu de vieille souche bretonne.

## Biographie
Engagé en 1796, il sert à l’état-major du maréchal Berthier à partir de 1808 et fait toutes les campagnes napoléoniennes. Nommé colonel du 6e régiment de lanciers en avril 1814, juste avant la chute de l'Empire, Il participe à la Campagne de Belgique et fût blessé lors de la bataille des Quatre Bras,il est mis en disponibilité sous la Restauration, puis rappelé et nommé maréchal de camp en 1831.
Envoyé en Algérie en 1837 et, tout juste admis au grade de lieutenant-général, il est nommé gouverneur de la province de Constantine de juillet 1838 à février 1841, qu'il contribue à pacifier, dans le langage de l'époque, c'est-à-dire à soumettre à l'autorité française. Il compte Ismaÿl Urbain dans son administration, et on lui reconnaît de rompre avec méthodes extrêmement brutales pratiquées par le général de Négrier: il est ainsi vanté par Prosper Enfantin qui écrit à son sujet : « Cette province est antipathique aux fantaisies militaires. Voilà pourquoi elle a deux fois rejeté Négrier, et une fois Baragey d'Hilliers. Voilà pourquoi le grand Galbois y a été mille fois plus grand qu’eux, et pourquoi le maréchal Bugeaud ne l’a traversé qu’au galop et ne la connaît pas ».
Il poursuit sa carrière militaire en France où il occupe divers postes successifs et, à l’instar de la masse des généraux d’Algérie présents à Paris, participe à la lutte contre les révolutionnaires des Journées de février. Refusant en 1848 le commandement de la Garde nationale de ce qui était alors le 1er arrondissement, il préfère rentrer en Algérie, où il meurt d’une attaque de choléra.
La IIIe République lui rendra hommage en donnant, par décret du 24 avril 1889, le nom de Galbois au village d'El Anasser, créé en 1875 à 3 km au sud-est de Bordj-Bou-Arreridj, qui reprendra son nom premier dans l’Algérie indépendante.